# Titre échiquéen

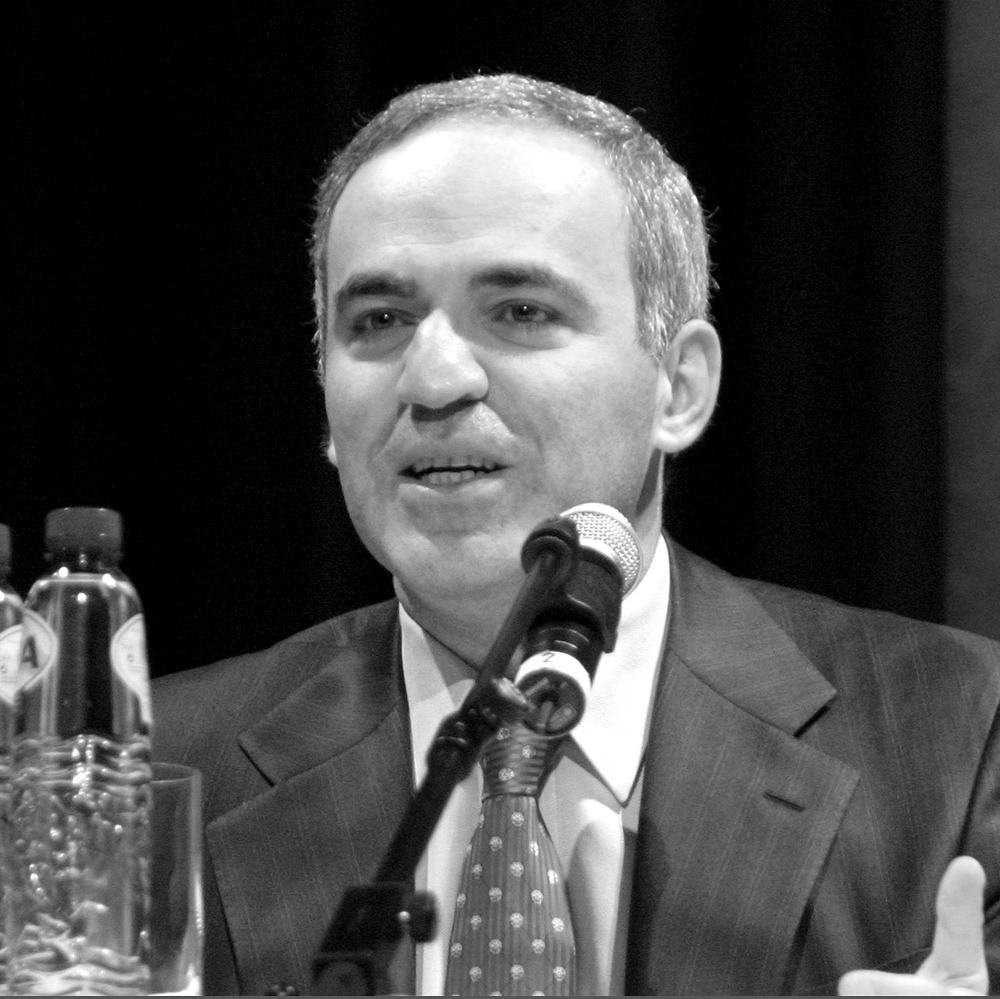
Le Russe Garry Kasparov est un grand maître international du jeu d'échecs et ancien champion du monde.

Un titre échiquéen est un titre (grade ou distinction de rang) créé par une instance dirigeante du jeu d'échecs.
Différents titres officiels sont attribués aux joueurs d’échecs, en fonction de leurs performances en compétition et de leur rang, dans les catégories suivantes :
- aux joueurs de parties classiques ;
- aux joueurs par correspondance ;
- aux problémistes (les compositeurs, juges et solutionnistes de problèmes d'échecs) ;
- aux arbitres et organisateurs de tournois ;
- aux formateurs.

Ces titres sont généralement accordés à vie mais peuvent être retirés en cas de fraude.
La Fédération internationale des échecs (FIDE), instance internationale régissant les compétitions du jeu d'échecs, attribue plusieurs titres dont les plus prestigieux sont ceux de grand maître international et de maître international ; par ailleurs, de nombreuses fédérations nationales d’échecs attribuent également des titres nationaux, tels que « maître national ».
La fédération internationale du jeu d'échecs par correspondance (ICCF) décerne les titres pour les joueurs par correspondance.
Plus généralement, et à l'origine (avant la création des titres de la FIDE à partir de 1950), le terme « maître » pouvait désigner tout joueur d'échecs hautement qualifié.

## Généralités

### Maître et grand maître international
En général, un « maître du jeu d'échecs » est un joueur d'un niveau suffisant pour généralement battre la plupart des amateurs. Parmi les joueurs d'échecs, le terme est souvent abrégé en « maître », le sens étant clair d'après le contexte. 
La création de la Fédération internationale des échecs (FIDE), organisme international d’échecs, a permis la création de titres internationaux supérieurs aux titres de « maîtres nationaux ». En 1950, la FIDE créé les titres grand maître international et maître international, dont les exigences ont été de plus en plus formalisées au fil des ans. En 1978, la FIDE crée le titre inférieur de maître FIDE.

### Premières utilisations du titre de « maître »
Depuis les premières parties d'échecs jamais enregistrés jusqu’à la création des premières organisations d’échecs, le terme de « maître » était appliqué de manière informelle, faisant simplement l’objet d’un succès populaire.  
Alors que les échecs se généralisaient dans la seconde moitié du XIXe siècle, le terme commença à être utilisé par des organisations. L'un des événements les plus prestigieux de l'époque était le Congrès du DSB, un tournoi international dont la première édition fut organisée en 1876 par le Deutscher Schachbund (le DSB, la Fédération allemande du jeu d'échecs).
La performance à réaliser pour obtenir le titre de maître de la DSB, le « Meistedrittel », était de gagner au moins un tiers des parties dans le premier tournoi lors d'un congrès de la fédération allemande. Le vainqueur du deuxième tournoi de la fédération allemande, le « Hauptturnier » (« tournoi de réserve » ou tournoi de sélection), avait le droit de participer à l'événement principal du congrès suivant, le Meisterturnier, avec une chance d'atteindre le Meisterdrittel.

## Titres internationaux

### Titres FIDE
- grand maître international (GMI, abrégé en « grand maître » ou GM en anglais, pour « Grand Master ») : attribué à des maîtres d'échecs de classe mondiale. Avec le titre de champion du monde, le titre de grand maître international est la distinction la plus élevée qu'un joueur d'échecs puisse obtenir.

Avant que la FIDE n'attribue le titre à un joueur, celui-ci doit avoir un classement Elo (voir ci-dessous) d’au moins 2 500 points, et à la fois trois résultats favorables (appelés normes) dans les tournois impliquant d’autres grands maîtres, y compris des pays candidats. Pour avoir le titre, un joueur peut également passer par des alternatives, telles que gagner au championnat du monde junior.
- maître international (abrégé en MI ou IM en anglais, pour « International Master »). Les conditions sont similaires à celles de GM, mais moins exigeantes. Le classement Elo minimal pour le titre de MI est 2 400.
- maître de la Fédération internationale des échecs (abrégé en MF ou FM en anglais, pour « Fide Master »). Pour qu'un joueur puisse se qualifier pour le titre FIDE Master, il doit obtenir un classement Elo de 2 300 ou plus.
- candidat maître (abrégé en CM, en anglais « Candidate Master »). Similaire à MF, mais avec un classement Elo d'au moins 2 200.

Tous les titres énumérés ci-dessus sont donnés aux hommes et aux femmes.
Les titres réservés aux femmes sont :
- grand maître international féminin (GMF, GMIF ou WGM en anglais, pour « Woman Grandmaster ») ;
- maître international féminin (MIF).

Depuis 1978 avec Nona Gaprindashvili, de nombreuses femmes ont également remporté le titre GMI mixte.  
La FIDE attribue également des titres aux arbitres et aux formateurs.

### Titres pour la composition échiquéenne
Des titres sont également décernés aux compositions échiquéennes de problèmes d'échecs.
Les titres de grand maître international (International Grand Master), maître international (International Master) et maître Fide (FIDE Master) sont attribués par la FIDE, la Fédération mondiale pour la composition échiquéenne (CCPD) (Commission permanente pour la composition d'échecs) pour un problème particulièrement distingué et étudier les compositeurs et les solveurs.
Il n’existe pas d’équivalent au féminin pour ces titres dans les problèmes d’échecs. 

#### Compositeurs
Le titre de maître international pour la composition échiquéenne a été créé en 1959, avec André Chéron, Arnoldo Ellerman, Alexandre Herbstman, Jan Hartong et Cyril Kipping parmi les premiers récipiendaires honorifiques.
Le titre de grand maître international pour la composition échiquéenne a été créé en 1972, avec  Genrikh Kasparian, Lev Lochinski, Comins Mansfield et Eeltje Visserman parmi les premiers récipiendaires.
Après 1959, les qualifications pour le titre de MI ainsi que pour le titre GM (octroyées pour la première fois en 1972) et au titre MF (attribué en 1990) ont été déterminées sur la base du nombre de problèmes ou d'études qu'un compositeur avait sélectionnés pour publication dans les Albums FIDE.
Ces albums sont des recueils des meilleurs problèmes et études réalisés sur une période de trois ans, sélectionnés par des juges nommés par la FIDE. Chaque problème publié dans un album vaut 1 point; chaque étude vaut 1⅔ ; les compositions communes valent la même chose, divisées par le nombre de compositeurs. Pour le titre maître Fide, un compositeur doit accumuler 12 points ; pour le titre de maître international, il faut accumuler 25 points ; pour le titre de grand maître, il doit obtenir 70 points.
Pour une liste complète des grands maîtres internationaux pour la composition échiquéenne, voir le site de la WFCC (World Federation for Chess Composition, remplaçante de la CCPD).

#### Solutionnistes
Pour les solutionnistes, les titres de GMI (« International Solving Grandmaster ») et de MI ont tous deux été attribués pour la première fois en 1982 ; le titre de MF a suivi en 1997. Les titres GM et MI ne peuvent être obtenus qu'en participant au championnat du monde des solutionnistes (WCSC):
Pour une liste complète des grands maîtres solutionnistes, voir le site de la WFCC (World Federation for Chess Composition, remplaçante de la CCPD).

#### Juges
Le titre de juge international pour la composition échiquéenne est attribué à des individus jugés capables de juger des tournois de composition au plus haut niveau.

### Titres pour le jeu d'échecs par correspondance
La Fédération internationale des échecs par correspondance (International Correspondence Chess Federation, ICCF) attribue les titres de « maître international », « maître international principal » et de « grand maître international » de correspondance.
Comme ces événements peuvent durer longtemps, ils peuvent se chevaucher : par exemple, en février 2005 Joop van Oosterom a été déclaré vainqueur du dix-huitième championnat (commencé en juin 2003), mais le vainqueur du dix-septième championnat (commencé en mars 2002) n'avait pas encore été déterminé.

## Titres nationaux (fédérations nationales)
Certaines fédérations nationales d’échecs décernent des titres tels que « maître national » (NM en anglais, pour « National Master »). Les fédérations nationales d’échecs sont libres de définir les normes qu’elles souhaitent pour ces titres, qui ne sont pas reconnus par la FIDE.
Les normes pour les titres « maîtres » varient selon les pays, mais sont généralement basées sur des critères tels que l’atteinte d’un certain classement (généralement environ 2 200 points Elo), la performance Elo requise lors de tournois (« normes ») à un certain niveau, ou une place importante dans le championnat national du pays.
Dans certains cas, il peut s’appliquer aux titres honorifiques attribués (par exemple) à d’importants administrateurs d’échecs, à des patrons d’entreprise ou à des politiciens. Depuis l'introduction du titre de maître FIDE (en anglais FM, pour « FIDE Master ») en 1978, certaines fédérations telles que celles d'Irlande et d'Allemagne ont cessé d'attribuer des titres de maîtres nationaux, les considérant apparemment obsolètes. 

### Angleterre
La Fédération anglaise des échecs décerne le titre de « maître national » aux joueurs ayant obtenu un Classement ECF de 200 points ou plus (équivalent à un classement FIDE d’environ 2 250). Il attribue également un certain nombre de titres moins importants.

### Australie
En Australie, le titre de « maître australien » a été introduit en 1959 et a été attribué par la Fédération australienne des échecs en utilisant un système de points dans lequel les joueurs devaient marquer 100 points lors de tournois majeurs tels que le championnat australien d’échecs et les championnats d’État.

### Canada
La Fédération d'échecs du Canada décerne le titre de maître national aux joueurs qui obtiennent une note nationale de 2 200, ainsi que trois performances de tournoi (« normes ») de 2 300 ou plus. Il attribue également des titres de « maître national » et de « candidat maître national ».

### États-Unis
Aux États-Unis, la Fédération américaine des échecs (USCF) attribue actuellement un titre national (« Master ») à partir de 2 200 points Elo USCF :
| Catégories de notation USCF | Plage de notation (classement USCF) |
| --------------------------- | ----------------------------------- |
| Senior Master               | Plus de 2400                        |
| National Master             | Plus de 2200                        |
| Expert                      | 2000-2199                           |
| Class A                     | 1800–1999                           |

### France
La Fédération française des échecs (FFE) utilise les titres internationaux FIDE.

### Irlande
Jusqu'en 1991, la Fédération irlandaise du jeu d'échecs a attribué le titre de « maître national irlandais » à 15 joueurs. Le titre est depuis tombé en désuétude.
Selon le joueur d'échecs et arbitre australien Shaun Press (en), les exigences ont été modifiées au cours des années 1980 pour adopter un système basé sur le classement Elo, mais le titre n'a pas été tenu en haute estime et n'est plus décerné.

### Nouvelle-Zélande
La Fédération néo-zélandaise des échecs attribue le titre de « maître national » en utilisant un système de points basé sur les performances du championnat néo-zélandais du jeu d'échecs et de quelques autres tournois. 100 points sont nécessaires pour le titre de « maître national » et 40 points pour le titre de « candidat maître ».
Au 31 janvier 2013, 22 joueurs détenaient le titre de maître national, la majorité d'entre eux détenant également un titre FIDE.

### Union soviétique
En Union soviétique, le titre de maître a été attribué par le gouvernement fédéral et était lié au titre de maître du sport de l'URSS. Peter Romanovsky fut le premier joueur d'échecs à recevoir le titre en 1934. Seuls les joueurs ayant joué un rôle de premier plan dans le championnat soviétique d'échecs ont été retenus pour le titre. Moins de 100 récompenses ont été décernées. La majorité de ces joueurs se sont également qualifiés pour le titre maître international Fide ou grand maître international. Les champions d'URSS recevaient également le titre de maître émérite du sport de l'URSS.